# Campulipus simulator
Campulipus simulator är en skalbaggsart som beskrevs av Louis Burgeon 1934. Campulipus simulator ingår i släktet Campulipus och familjen Cetoniidae. Inga underarter finns listade.